# Fonte sacra di Noddule

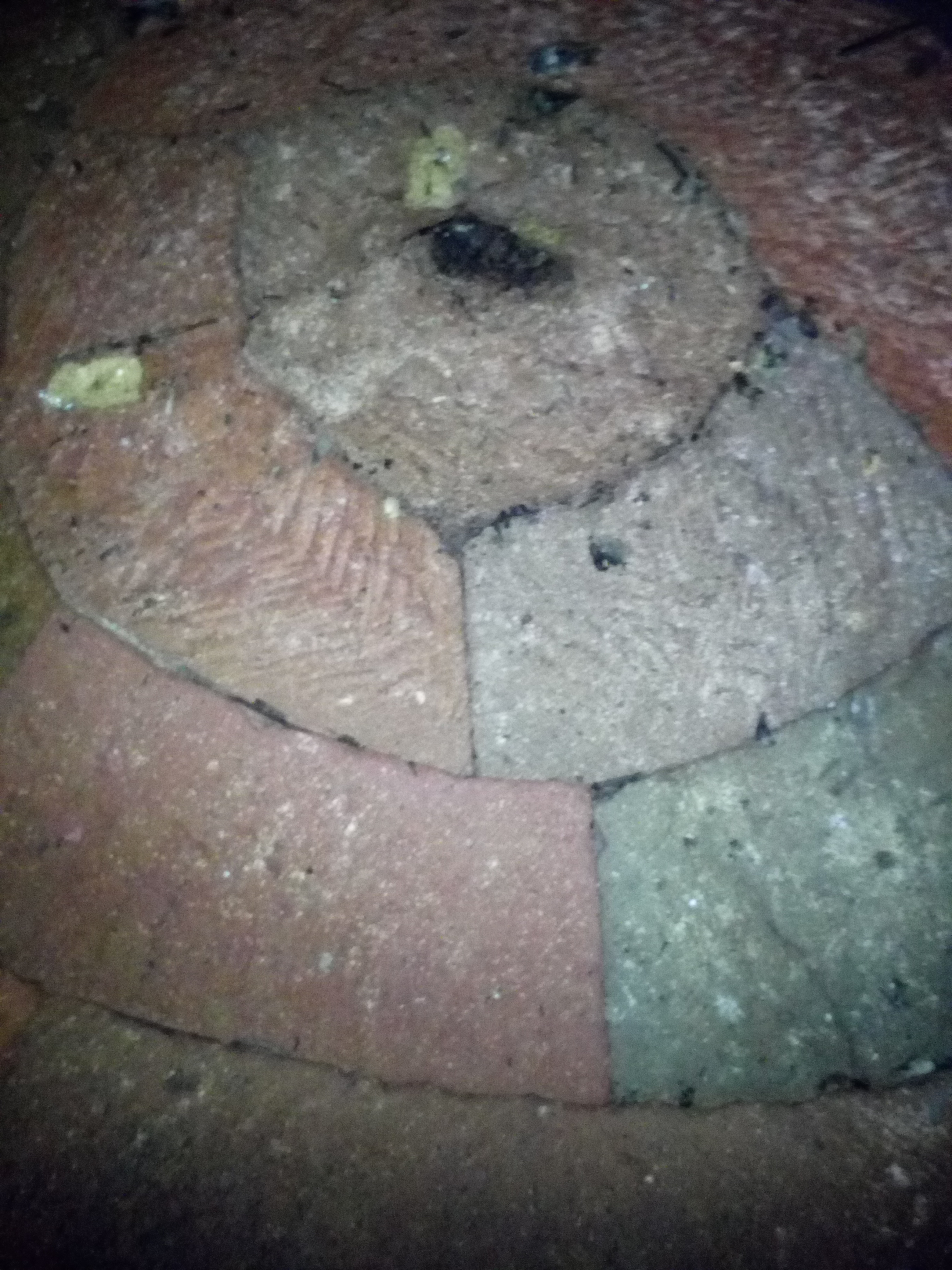
Cupola (tholos) in trachite policroma all'interno della fonte sacra nuragica di Noddule

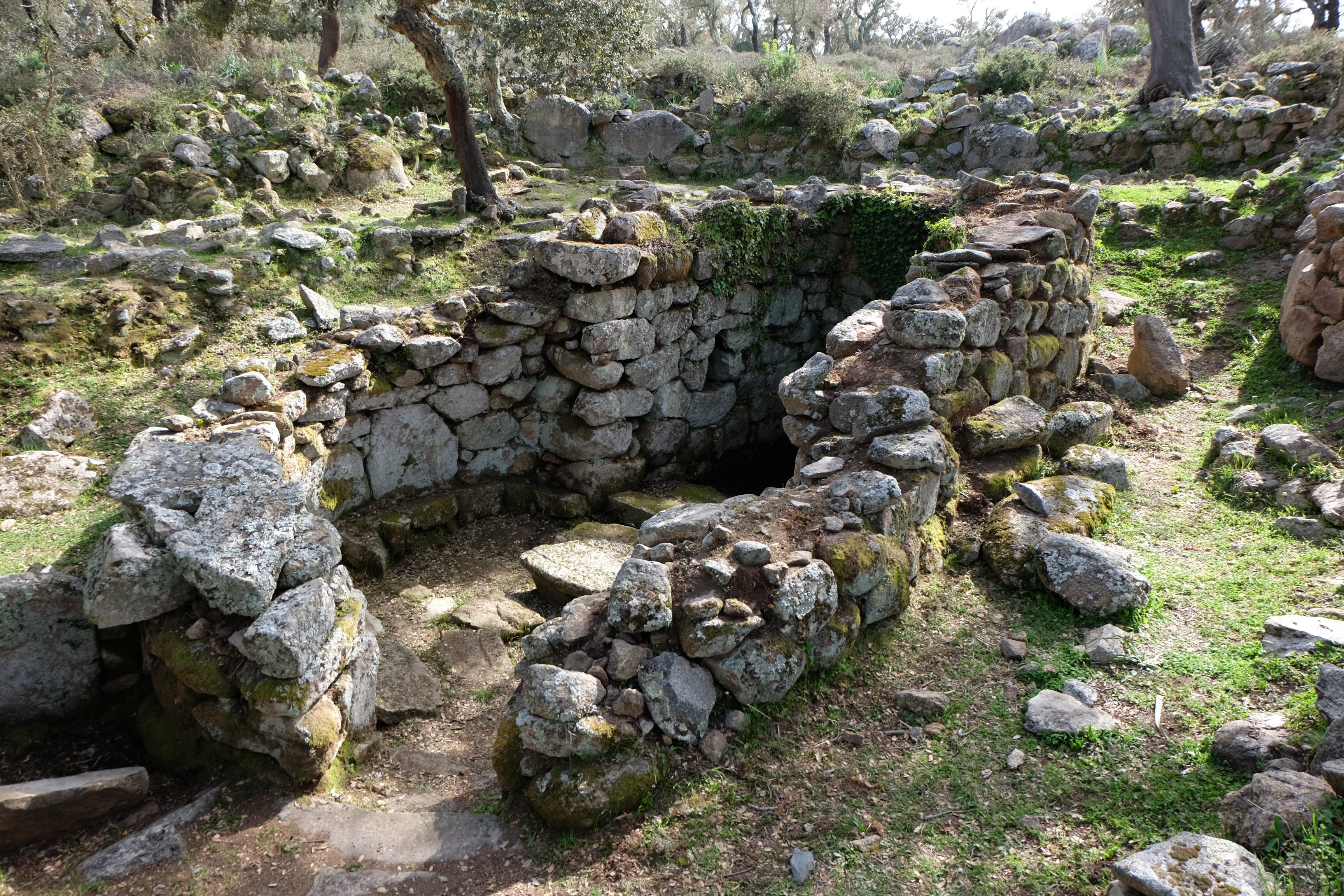
Fonte sacra nuragica di Noddule

La fonte sacra di Noddule è un tempio nuragico del culto delle acque presente nel complesso nuragico di Noddule.
È inserita all'interno di un santuario del culto delle acque nuragico nell'insediamento pertinente al nuraghe complesso, conserva un ampio vestibolo suddiviso in due aree; la prima ricorda le rotonde con bacile la seconda è composta dei gradini che discendono fino alla porta del pozzo con ai lati due sedili in granito.
L'anima del pozzo è interamente in trachite, l'interno compone una camera perfettamente circolare che intercetta la vena sorgiva e la copertura è realizzata in conci di trachite policroma, sistemati a tenuta perfetta creano un particolare effetto cromatico. Il concio di chiusura della cupola possiede, scolpito, un incavo a forma allungata simile al taglio di un occhio.